# 288年
| 千纪： | 1千纪                                                                                           |
| 世纪： | 2世纪 \| 3世纪 \| 4世纪                                                                         |
| 年代： | 250年代 \| 260年代 \| 270年代 \| 280年代 \| 290年代 \| 300年代 \| 310年代                       |
| 年份： | 283年 \| 284年 \| 285年 \| 286年 \| 287年 \| 288年 \| 289年 \| 290年 \| 291年 \| 292年 \| 293年 |
| 纪年： | 戊申年（猴年）；西晋太康九年                                                                    |

## 大事记
- 正月初一，日食。
- 六月初一，日食。
- 西晋三十三个郡国大旱。
- 西晋地震

## 各国领袖

### 亞洲
- 中國 - 西晋皇帝：晋武帝司马炎（265年－290年）
- 拓跋部 - 拓跋绰，鲜卑大人（286年－293年）
- 铁弗 - 誥升爰（272年－309年）
- 南匈奴 - 劉淵，左部帅（279年－304年）
- 慕容鲜卑 - 慕容廆（285年－333年）
- 朝鲜半岛（朝鲜三国时代）
  - 百济 - 責稽王，百济王（286年－298年）
  - 伽耶 - 麻品王，伽耶君主（259年－291年）
  - 高句丽 - 西川王，高句丽王（270年－292年）
  - 新罗 - 儒禮尼師今，新罗王（284年－298年）
- 日本- 誉田别尊，倭国国王（270年－310年）
- 亚美尼亚- 梯里达底三世，亚美尼亚王（287年－330年）
- 古卡特利王国（格鲁吉亚库思老王朝） - 米利安三世，伊比利亚国王（284年－361年）
- 巴克特里亞与健馱邏國- Hormizd一世（265年－295年）
- 波斯萨珊王朝 - 巴赫拉姆二世，波斯国王（276年－293年）
- 印度笈多王朝 - 瓶首王（英语：Ghatotkacha (king)），笈多国王（280年－319年）
- 西薩特拉普王朝- Bhratadaman（278年－295年）

### 欧洲
- 罗马帝国 - 
  - 戴克里先，罗马皇帝（284年－305年）
  - 馬克西米安，罗马皇帝（286年－305年）
- 爱尔兰 - Fiacha Sraibhtine，爱尔兰高王（285年－322年）

### 非洲
- 库施王朝 - Yesebokheamani（283年－300年）
- 阿克苏姆王国王朝 - Endubis（c.270－c.300年）

## 出生
- 顧和，字君孝，吳郡吳縣（今江蘇蘇州市）人。晉朝政治人物，東晉侍中顧眾族子，顧和在東晉官至尚書令
- 李班（288年－334年），字世文。十六国时期成汉政权的第二任皇帝。为李雄之兄李荡之子
- 温峤（288年—329年），字泰真，一作太真，东晋政治家，太原祁縣（今山西祁縣）人

## 逝世
- 曹志 (三国)，字允恭，沛國譙（現在的安徽省亳州市）縣人，魏陳思王曹植之子
- 胡奮，字玄威，安定臨涇人。魏晉三國時期晉國武將。車騎將軍胡遵的兒子，胡烈之兄
- 滕修，字顯先，南陽西鄂人，三国时期、晋朝政治人物
- 圣巴斯弟盎，是一位基督教圣人和殉道者， 在罗马皇帝戴克里先迫害基督徒期间被杀